# L'Ombre de la roue
L'Ombre de la roue est le septième des huit tomes (en version française) qui composent la saga L'Arcane des épées. Il a été écrit par l'écrivain américain Tad Williams. Il est paru en 1993 aux États-Unis et 1999 en France aux éditions Payot & Rivages.
En effet, la version américaine, To Green Angel Tower, a été partagée en quatre par l'éditeur et est donc devenu La Citadelle assiégée. Cette version est composée des tomes suivants :
- Le Livre du nécromant
- Le Cri de Camaris
- L'Ombre de la roue
- La Tour de l'ange vert

Il a été traduit de l'américain par Jacques Collin.